# Praia da Chave
Praia da Chave är en strand i Kap Verde.   Den ligger i kommunen Boa Vista, i den östra delen av landet, 140 km norr om huvudstaden Praia. Praia da Chave ligger på ön Boa Vista.
Omgivningarna runt Praia da Chave är i huvudsak ett öppet busklandskap. Runt Praia da Chave är det mycket glesbefolkat, med 7 invånare per kvadratkilometer.